# Selina (geslacht)
Selina is een geslacht van kevers uit de familie van de loopkevers (Carabidae). De wetenschappelijke naam van het geslacht is voor het eerst geldig gepubliceerd in 1858 door Motschulsky.

## Soorten
Het geslacht Selina is monotypisch en omvat slechts de volgende soort:
- Selina westermanni Motschulsky, 1858